# Стратегическо планиране
Стратегическото планиране е процес на разработване на планове и вземане на решения за мисията и целите, за стратегията и планирането на инвестиции, за предприемането на действия с дългосрочни последици.
То е процес изцяло съобразен с информация от средата (външна и вътрешна), която е предимство или заплаха за бъдещето.